# Eleccions legislatives de Guinea Bissau de 1984
Les eleccions legislatives de Guinea Bissau de 1984 foren unes eleccions parlamentàries indirectes celebrades a Guinea Bissau el 31 de març de 1984. En aquest moment, el país era un sistema unipartidista amb el Partit Africà per la Independència de Guinea i Cap Verd com únic partit legal. L'Assemblea va escollir João Bernardo Vieira pel càrrec de president el 16 de maig de 1984.

## Sistema electoral
Els votants van escollir consellers regionals, que al seu torn elegien els membres de l'Assemblea Nacional Popular.